# Cambefortius eburneus
Cambefortius eburneus là một loài bọ cánh cứng trong họ Bọ hung (Scarabaeidae).